# Pomník Klementa Gottwalda (Hradec Králové)
Pomník Klementa Gottwalda byl bronzový pomník v Hradci Králové. Byl odhalen na tehdejším Gottwaldově náměstí (dnešní Ulrichovo) 23. února 1973.

## Popis pomníku
Socha o výšce 3,2 m (udává se i údaj 3,5 m; původně měla být ještě menší – 2,7 m) byla vytvořena v nadživotní velikosti a odlita v bronzu. Kuželový žulový podstavec vážil 14 tun a byl vyroben z jednoho kusu.

## Historie
O zhotovení pomníku tomuto člověku bylo jednáno již od doby, kdy komunisté převzali otěže státní moci. Hledání místa a další kroky kolem jeho zhotovení však čekací dobu na něj nesmírně prodloužily, protože základní kámen pomníku byl položen až 25. února 1972 na manifestaci k 24. výročí Vítězného února. Zdlouhavá doba byla způsobena mj. tím, že až do vyhlášení kritiky kultu osobnosti se ve městě sbíraly peníze na zhotovení pomníku Stalina, k jehož uskutečnění nikdy nedošlo. Dokonce byla vyhlášena soutěž o největší sběr barevných kovů na vytvoření pomníku tohoto sovětského diktátora.
Socha Klementa Gottwalda od národního umělce Josefa Malejovského byla odlita v n. p. Zukov v Praze. Pomník byl odhalen 23. února 1973, přičemž umístění a celou úpravu Gottwaldova náměstí vypracoval architekt Josef Saal. Hlavní projev měl místopředseda Federálního shromáždění ČSSR Václav David, který pohovořil o významu Vítězného února 1948. Na závěr shromáždění se konal slavnostní pochod nastoupených jednotek Lidových milicí, Československé lidové armády a Sboru národní bezpečnosti.
Od té doby se stal pomník místem častých hromadných akcí, a to nejen na výročí narození nebo úmrtí tohoto komunistického vůdce, kdy zde byly pokládány věnce a květiny.
14. ledna 1990 byla z podstavce odstraněna Gottwaldova socha, a to v rámci studentského happeningu, při kterém sehráli alegorickou hru Boží soud. V červnu téhož roku došlo i na samotný podstavec a vůbec celou monumentální kamennou kulisu. Následně Gottwaldova socha skončila v bedně na Šrámkově statku a téměř se na ni zapomnělo. 16. dubna 1996 rada města schválila využití bronzového materiálu ze sochy K. Gottwalda pro novou sochařskou výzdobu města. K jejímu rozlití nakonec nedošlo a 18. června 2002 byla darována Východočeskému klubu přátel vojenské techniky se sídlem v Ruseku.